# Château de Vignoux
Le château de Vignoux est un édifice situé à Domérat, en France.

## Localisation
Le château est situé sur le territoire de la commune de Domérat, dans le département de l'Allier, en région Auvergne-Rhône-Alpes.

## Description
Deux tours rondes encadrent le corps de logis.
Le grand salon est entièrement recouvert de boiseries décrites en 1950 par André Guy.

## Historique
Le château, construit au XVIIe siècle sur l’emplacement d'une forteresse du XIIIe siècle, a été modifié au XVIIIe siècle.
L'édifice est inscrit partiellement au titre des monuments historiques par arrêté du 26 décembre 1980.